# Ivo Malec
Ivo Malec  (Zagreb, 30. ožujka 1925. – Pariz, 14. kolovoza 2019.), hrvatski skladatelj, glazbeni pedagog i dirigent. Jedan od međunarodno najuglednijih hrvatskih skladatelja. Njegovi radovi se izvode u simfonijskim orkestrima diljem Europe i Sjeverne Amerike.

## Životopis
Nakon mature studira na sveučilištu u Zagrebu povijest umjetnosti i sastav i vođenje glazbe. Očitujući se kao skladatelj 1949. i kratko kao glazbeni kritičar, bio je imenovan ravnateljem Opere u Rijeci (1952. – 1953.). 
Nakon sporadičnih posjeta Parizu (1955. – 1959.), gdje je upoznao gotovo sve francuske skladatelje, preselio u Pariz 1959. Kasnije je stekao francusko državljanstvo.
Nije prihvatio Nagradu Vladimira Nazora za životno djelo.
Njegov pristup kompoziciji koji je na neki način sličan onom Dufoura ili Xenakisa  stavlja naglasak na sve aspekte zvuka uključujući teksturu, gustoću, pokret, tembar i osobito zvučni karakter i oblik te korištenje zvučnih objekata.

## Djela
- Klaviersonate, 1949.
- Sinfonie, 1951.
- Cellosonate, 1956.
- Mouvements en coloeurs, 1959.
- Reflets, 1961.
- Sigma, 1963.
- Miniatures pour Lewis Carroll, 1964.
- Lignes et Points, 1965.
- Cantate pour elle, 1966.
- Oral, 1967.
- Lumina, 1968.
- Luminétudes, 1968.
- Lied, 1969.
- Dodécaméron, 1970.
- Pieris, 1975.
- Triola ou Symphonie pour moi-même, 1977. – 78.
- Week-end, 1982.
- Ottava bassa, 1984.
- Attacca, 1986.
- Artemisia, 1991.
- Doppio Coro, 1993.
- Exempla, 1994.
- Ottava alta, 1995.
- Sonoris causa, 1997.
- Arc-en-cello, 2000.

## Vanjske poveznice
- Official Službena stranica Ive Maleca
- Proleksis